# Serra de Cruïlles
La Serra de Cruïlles és una serra situada al municipi de Gombrèn, a la comarca del Ripollès, amb una elevació màxima de 1.343 metres.